# Villa Oro
Villa Oro è una villa napoletana locata a Posillipo lungo via Orazio e  costruita su uno sperone che guarda a mare.
Voluta dal dottor Augusto Oro, medico e chirurgo universitario, il progetto è stato affidato a due figure di primo piano dell'architettura e dell'ingegneria di quegli anni, che seguirono il filone del Razionalismo italiano: infatti, alla sua realizzazione parteciparono Luigi Cosenza (nella parte strutturale) e Bernard Rudofsky (in quanto alla parte estetica-spaziale).
La struttura risale al 1934-1937.
La villa è situata su uno sperone a picco della collina digradante verso il largo Sermoneta; l'andamento planimetrico segue alquanto le curvature orografiche, ma, senza mai uscire fuori dal contesto organico del sito anzi, enfatizzando la collina.
La volumetria è molto semplice e verte sulla composizione di solidi intersecati. Nell'interno gli ambienti sono comunicanti tramite delle scale, in seguito alla abolizione dei corridoi.
Sotto, nel costone in tufo, che fa da basamento sono posti i locali tecnici, i servizi, un bar e una taverna. Il piano intermedio contiene gli ambienti di rappresentanza e il piano superiore è basato sulla concatenazione dei corpi e accoglie le camere da letto. Notevole è il pavimento del soggiorno in maiolica che riproduce il Golfo di Napoli con le sue attività produttive.
La villa è di proprietà della figlia di Augusto Oro.